# World Press Photo of the Year
O voto para World Press Photo of the Year acontece durante o Prêmio World Press Photo, sediado pela fundação holandesa World Press Photo. O responsável pela melhor foto recebe €10,000 junto com "o prêmio mais prestigioso e cobiçado do fotojornalismo".
Além do Press Photo of the Year, o grupo de treze membros do júri elegem mais três fotos para serem premiadas, distribuidas em dez categorias:
- Fotos de observação
- Foto encenada
- Assuntos Contemporâneos
- Esportes
- Notícias gerais
- Notícias locais
- Vida cotidiana
- Ação esportiva
- Natureza
- Caráter esportivo

## Lista dos vencedores do prêmio Press Photos of the Year
| Ano  | Fotógrafo                | Tema                                            | Descrição | Link                 |
| ---- | ------------------------ | ----------------------------------------------- | --- | -------------------- |
| 1955 | Mogens von Haven         | Motociclismo                                    | Em 28 de agosto de 1955, no circuito Volk Mølle em Assentoft, Dinamarca, um motociclista bate sua moto durante a competição. | Imagem               |
| 1956 | Helmuth Pirath           | Voltando da guerra                              | Um prisioneiro alemão da Segunda Guerra Mundial é libertado pela União Soviética e reencontra a filha que não via desde quando ela tinha 1 ano. | Imagem               |
| 1957 | Douglas Martin           | Segregação racial nos Estados Unidos            | Acompanhada pela violência, Dorothy Counts se torna a primeira estudante Afro-americana da Harry Harding High School, onde a segregação racial não era mais praticada. | Imagem               |
| 1958 | Não houve premiação.     | Não houve premiação.                            | Não houve premiação. | Não houve premiação. |
| 1959 | Stanislav Tereba         | Futebol                                         | Durante um jogo entre os times Sparta Praga e Červená Hvězda Bratislava, o goleiro do Sparta Miroslav Čtvrtníček em pé no campo durante uma chuva. | Imagem               |
| 1960 | Não houve premiação.     | Não houve premiação.                            | Não houve premiação. | Não houve premiação. |
| 1961 | Yasushi Nagao            | Atentado                                        | Em 12 de outubro de 1960 o estudante de extrema direita Otoya Yamaguchi, então com 17 anos, mata o político socialista Inejiro Asanuma com uma espada durante um discurso no Hibiya Hall em Tókio.                                                                                    | Imagem               |
| 1962 | Héctor Rondón Lovera     | Revolta na Venezuela                            | Durante a rebelião militar El Porteñazo, um soldado moribundo se agarra ao padre Luis Padillo. | Imagem               |
| 1963 | Malcolm Browne           | Repressão de budistas no Vietnã                 | O monge vietnamita Thich Quang Duc ateia fogo ao próprio corpos em protesto contra a perseguição aos budistas pelo governo do PresidenteNgo Dinh Diem. | Imagem               |
| 1964 | Donald McCullin          | Conflito no Chipre                              | Uma mulher turca chora seu marido morto, vítima da guerra civil greco-turca. | Imagem               |
| 1965 | Kyōichi Sawada           | Guerra do Vietnã                                | Uma mulher e seus filhos atravessam um rio em Loc Thuong a província sul vietnamita Binh Dinh para escapar do bombardeio dos Estados Unidos. | Imagem               |
| 1966 | Kyōichi Sawada           | Guerra do Vietnã                                | Em 27 de fevereiro de 1966, as tropas americanas arrastam o corpo de um combatente vietcongue atrás de um tanque M113 morto durante a Batalha de Long Tan. | Imagem               |
| 1967 | Co Rentmeester           | Guerra do Vietnã                                | O comandante de um M48 Patton. Esta foi a primeira foto colorida a ganhar o prêmio. | Imagem               |
| 1968 | Eddie Adams              | Guerra do Vietnã                                | Em 1 de fevereiro de 1968, o chefe de polícia sul vietnamita Nguyễn Ngọc Loan executa sumariamente o prisioneiro vietcongue Nguyễn Văn Lém em uma rua de Saigon com uma bala na cabeça.                                                                                               | Imagem               |
| 1969 | Hanns-Jörg Anders        | Conflito na Irlanda do Norte                    | Um católico irlandês vestindo uma máscara de gás em pé diante de um muro com um grafite Nós queremos paz, momentos antes de gás lacrimogêneo ser ançada por tropas britânicas. | Imagem               |
| 1970 | Não houve premiação.     | Não houve premiação.                            | Não houve premiação. | Não houve premiação. |
| 1971 | Não houve premiação.     | Não houve premiação.                            | Não houve premiação. | Não houve premiação. |
| 1972 | Wolfgang Peter Geller    | Assalto à banco em Saarbrücken                  | Depois de um assalto a banco em Saarbrücken, um tiroteio acontece entre políciais e assaltantes. | Imagem               |
| 1973 | Nick Út                  | Guerra do Vietnã                                | A jovem Phan Thị Kim Phúc e outras crianças fogem com graves queimaduras casuadas pelo napalm, jogados por engano por aviões sul-vietnamitas. | Imagem               |
| 1974 | Orlando Lagos            | Golpe no Chile                                  | Em 11 de setembro de 1973, o presidente Salvador Allende aparece rapidamente antes de sua morte no palácio presidencial La Monedadurante o golpe militar do General Augusto Pinochet. A identidade do fotógrafo somente foi revelada em 2007, um mês após sua morte.                  | Imagem               |
| 1975 | Ovie Carter              | Seca em Sahel, Níger                            | Uma criança sofre durante a seca no Níger. | Imagem               |
| 1976 | Stanley Forman           | Incênio na Rua Marlborough                      | Durante um incêndio em um apartamento em Boston, a saída de incêndio desaba e uma mulher e sua neta caem. A mulher morreu com o impacto da queda. | Imagem               |
| 1977 | Françoise Demulder       | Guerra Civil Libanesa                           | Em janeiro de 1976, um grupo de refugiados palestinos fogem da guerra civil em Beirute. | Imagem               |
| 1978 | Leslie Hammond           | Apartheid                                       | A polícia da África do Sul lança gás lacrimogênio em manifestantes em Modderdam, próximo à Cidade do Cabo. | Imagem               |
| 1979 | Sadayuki Mikami          | Aeroporto Internacional de Narita               | Depois de anos de protestos pelo público contra a construção do Aeroporto Internacional de Narita, quando em 26 de março de 1978, diversos confrontos aconteceram entre manifestantes e a polícia.                                                                                    | Imagem               |
| 1980 | David Burnett            | Queda do Khmer Vermelho no Camboja              | Em novembro de 1979 em um campo de refugiados em Sa Keo próximo à fronteira Tailândia - Camboja, uma mulher segura seu filho em seus braços. | Imagem               |
| 1981 | Mike Wells               | Fome em Karamoja, Uganda                        | Em abril de 19080, um missionário branco segura a mãozinha de uma criança africana faminta. | Imagem               |
| 1982 | Manuel Pérez Barriopedro | Golpe de Estado na Espanha em 1981              | Em 23 de fevereiro de 1981 o tenente-coronel Antonio Tejero discursa com arma em punho no Congresso dos Deputados da Espanha. | Imagem               |
| 1983 | Robin Moyer              | Guerra do Líbano de 1982                        | Em 18 de setembro de 1982, corpos palestinos nas ruas, resultado do Massacre de Sabra e Chatila, quando cristãos maronitas ligados àfalange libanesa mataram refugiados palestinos.                                                                                                   | Imagem               |
| 1984 | Mustafa Bozdemir         | Terremoto na Turquia                            | Em 30 de outubro de 1983, após um terremoto devastador próximo à Erzurum e Carse, Kezban Özer encontra seus cinco filhos soterrados. | Imagem               |
| 1985 | Pablo Bartholomew        | Desastre de Bhopal                              | O corpo de uma criança, morta em um acidente químico na planta da companhia americana Union Carbide é sepultada. | Imagem               |
| 1986 | Frank Fournier           | Omayra Sánchez                                  | Sánchez, vítima da Tragédia de Armero, morre após ficar presa em destroços após 60 horas. | Imagem               |
| 1987 | / Alon Reininger         | AIDS                                            | O paciente Ken Meeks sentado em uma cadeira de rodas. Em seus braços diversas lesões causadas pelo Sarcoma de Kaposi. | Imagem               |
| 1988 | Anthony Suau             | Eleições presidenciais da Coreia do Sul em 1987 | Em 18 de dezembro de 1987, uma mãe desesperada em Kuro, Coreia do Sul avança contra o escudo de um policial e implora por piedade para seu filho, preso durante uma manifestação. Depois da eleição, diversos protestos aconteceram contra o governo, acusado de fraude eleitoral.    | Imagem               |
| 1989 | David Turnley            | Sismo de Espitaque                              | Em Guiumri, Boris Abgarzian chora por seu filho de 17 anos de idade, vítima do terremoto armênio. | Imagem               |
| 1990 | Charlie Cole             | Protesto na Praça da Paz Celestial em 1989      | Um manifestante, mais tarde apelidado de O Rebelde Desconhecido, para um grupo de tanques de guerra do Exército de Libertação Popular durante o massacre em Tiananmen, Pequim. | Imagem               |
| 1991 | Georges Merillon         | Conflito no Kosovo                              | A família de Nashim Elshani chora ao redor de seu leito de morte, ele foi morto enquanto protestava pela autonomia da região. | Imagem               |
| 1992 | David Turnley            | Guerra do Golfo                                 | O sargento americano Ken Kozakiewicz lamenta a morte do companheiro de batalha Andy Alaniz, morto por fogo amigo. | Imagem               |
| 1993 | James Nachtwey           | Fome na Somália                                 | Uma mãe da Somália levanta o corpo de seu filho, morto por desnutrição. | Imagem               |
| 1994 | Larry Towell             | Territórios palestinianos                       | Crianças palestinas levantam suas armas de brinquedo no ar. | Imagem               |
| 1995 | James Nachtwey           | Genocídio em Ruanda                             | Homem hutu mutilado pela milícia Interahamwe, que suspeitava de sua simpatia pelos rebeldes tútsis. | Imagem               |
| 1996 | Lucian Perkins           | Primeira Guerra da Chechênia                    | Um menino acena de um ônibus de refuiados fugindo da guerra. | Imagem               |
| 1997 | Francesco Zizola         | Guerra Civil Angolana                           | Crianças vítimas de minas terrestres brincam na cidade angolana de Kuito. | Imagem               |
| 1998 | Hocine                   | Guerra Civil da Argélia                         | Uma mulher lamenta as vítimas do massacre em Bentalha, Argélia. | Imagem               |
| 1999 | Dayna Smith              | Conflito no Kosovo                              | Parentes e amigos confortar a viúva de um combatente do Exército de Libertação do Kosovo. | Imagem               |
| 2000 | Claus Bjørn Larsen       | Guerra do Kosovo                                | Um refugiado do Kosovo ferido anda pelas ruas de Kukës, Albânia. | Imagem               |
| 2001 | Lara Jo Regan            | Imigração nos Estados Unidos                    | Um imigrante mexicano trabalha para alimentar seus filhos. | Imagem               |
| 2002 | Erik Refner              | Desastre dos refugiados do Afeganistão          | No campo de refugiados de Jalozai, o corpo de um menino afegão é preparado para o enterro. | Imagem               |
| 2003 | / Eric Grigorian         | Terremoto no Irã                                | Um menino segura as calças do pai morto, morto no terremoto de 23 de junho de 2002. | Imagem               |
| 2004 | Jean-Marc Bouju          | Guerra do Iraque                                | Um prisioneiro iraquiano com um capuz sobre sua cabeça conforta seu filho em um centro de detenção. | Imagem               |
| 2005 | Arko Datta               | Sismo e tsunami do Oceano Índico de 2004        | Dois dias depois do tsunami uma mulher indiana desesperada lamenta a morte de um conhecido em Cuddalore, Tamil Nadu. | Imagem               |
| 2006 | Finbarr O'Reilly         | Crise alimentar do Níger                        | Uma mãe e seu fiho aguardam por comida em um centro de emergência em Tahoua, Níger. | Imagem               |
| 2007 | Spencer Platt            | Guerra do Líbano de 2006                        | Cinco jovens libaneses em um carro conversível entre os escombros de uma área bombardeada ao sul de Beirute. | Imagem               |
| 2008 | Tim Hetherington         | Guerra do Afeganistão                           | Um soldado americano exausto se inclina contra a parede e mantém os olhos cobertos. | Imagem               |
| 2009 | Anthony Suau             | Crise do subprime                               | Um policial armado se move através de uma casa após o despejo dos moradores, como resultado de execução hipotecária. | Imagem               |
| 2010 | Pietro Masturzo          | Eleição presidencial do Irã em 2009             | Uma mulher iraniana gritando de um telhado emTeerã em protesto contra o resultado das eleições presidenciais iranianas de 2009. | Imagem               |
| 2011 | Jodi Bieber              | Tratamento do Talibãs com as mulheres           | Bibi Aisha, 18, foi desfigurada em retaliação por fugir da casa de seu marido na província de Oruzgan, no centro do Afeganistão. Com 12 anos, Aisha e sua irmã mais nova foram dadas a família de um combatente talibã conforme os costumes tribais Pashtun para solução de disputas. | Imagem               |
| 2012 | Samuel Aranda            | Revolta no Iêmen, Primavera Árabe               | Uma mulher segura um parente ferido, dentro de uma mesquita usada como um hospital de campo por manifestantes contra o governo do presidente Ali Abdullah Saleh, durante confrontos em Sanaa, Iêmen em 15 de outubro de 2011.                                                         | Imagem               |
| 2013 | Paul Hansen              | Vítimas da Operação Pilar Defensivo             | Homens de luto carregam para seus funerais Suhaib Hijazi de dois anos de idade e seu irmão Muhammad de três anos, mortos por um míssel de ataque israelense, qua também matou seu pai, Fouad e deixou em estado crítico sua mãe, em 20 de novembro de 2012.                           | Imagem               |
| 2014 | John Stanmeyer           | Migrantes africanos                             | Migrantes na costa da cidade de Djibouti erguem seus celulares na tentativa de capturar sinal mais barato da vizinha Somália. | Imagem               |
| 2015 | Mads Nissen              | Homofobia na Rússia                             | A foto mostra um casal gay durante um momento íntimo, lembrando que a vida de lésbicas, gays, bissexuais ou transgêneros (LGBT) está se tornando cada vez mais difícil na Rússia. | Imagem               |
| 2016 | Warren Richardson        |                                                 | |                      |
| 2017 | Burhan Ozbilici          |                                                 | |                      |
| 2018 | Ronaldo Schemidt         |                                                 | |                      |
| 2019 | John Moore               |                                                 | |                      |
| 2020 | Yasuyoshi Chiba          |                                                 | |                      |
| 2021 | Mads Nissen              |                                                 | |                      |
| 2022 | Amber Bracken            |                                                 | |                      |
| 2023 | Evgeniy Maloletka        |                                                 | |                      |
| 2024 | Mohammed Salem           |                                                 | |                      |
| 2025 | Samar Abu Elouf          |                                                 | |                      |